# Lustro Real
El Lustro Real es el nombre dado a la estancia de Felipe V de España, su familia y parte de la corte en la ciudad de Sevilla desde principios de 1729 hasta la primavera de 1733.

## Historia

### Antecedentes
En enero de 1729, se produciría, con motivo de la política internacional de las coronas española y portuguesa, un intercambio de princesas en la raya de España y Portugal. La hija de los reyes Felipe V e Isabel de Farnesio, Mariana Victoria, sería desposada con el heredero al trono portugués, José, príncipe del Brasil (futuro José I de Portugal). Por su parte, el heredero al trono español, Fernando, príncipe de Asturias, desposaría a la infanta portuguesa Bárbara, hermana del príncipe del Brasil e hija como este de Juan V de Portugal y María Ana de Austria.
Por aquel entonces, y desde hacía varios años, Felipe V de España estaba sumido en una profunda depresión aparecida tras la muerte de su primera esposa, María Luisa Gabriela de Saboya. En 1714 había vuelto a contraer matrimonio con Isabel de Farnesio, princesa italiana hija de Eduardo II, duque de Parma. En enero de 1724 había llegado a abdicar en su hijo Luis I, pero había vuelto al trono tras la muerte de este en septiembre de 1724.
En estas circunstancias, la historiografía achaca a la reina la decisión de alejar a Felipe V de Madrid, aprovechando el viaje realizado para el intercambio de las princesas, e instalarse en Sevilla.
Esta ciudad había perdido en 1717 la casa de Contratación, que había sido trasladada a Cádiz.

### Desarrollo

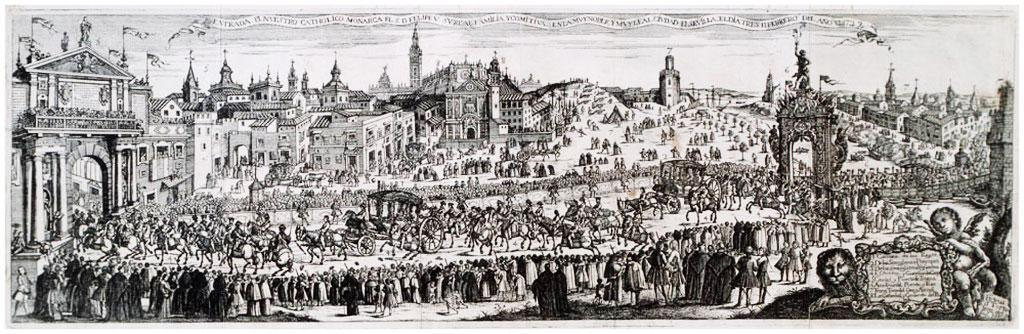
Entrada de la Felipe V, su familia en Sevilla el 3 de febrero de 1729 por Pedro Tortolero (1748)

El 3 de febrero de 1729 la familia real española y parte de la corte entró en la ciudad, que con este motivo fue ricamente engalanada y se levantaron arcos triunfales. Durante su estancia en Sevilla, el monarca y su familia se alojarían el Real Alcázar de Sevilla.
En los días inmediatos visitaron la catedral, la fábrica de artillería y otros lugares de la ciudad.
A los pocos días, el 21 de febrero, saldrían hacia Cádiz para contemplar la entrada de la flota de Indias, procedente de América. Después volvieron a Sevilla. Durante su estancia en Sevilla, la familia real también visitó otros lugares de Andalucía como Granada, Jaén o Doñana.
El 14 de mayo de 1729, se realizó de forma solemne la traslación del cuerpo incorrupto de San Fernando III el Santo a urna de cristal, en la catedral de Sevilla.
En el mismo año de su llegada se firmaría el Tratado de Sevilla con Francia y Gran Bretaña y reconocía el equilibrio impuesto por la Triple Alianza. También en este año nacería la infanta María Antonia Fernanda (futura reina consorte de Cerdeña).
El 20 de octubre de 1731, el infante don Carlos (futuro Carlos III) saldría de Sevilla para tomar posesión de los ducados de Parma, Plasencia y Guastalla, de acuerdo con el Tratado de Sevilla firmado dos años antes.

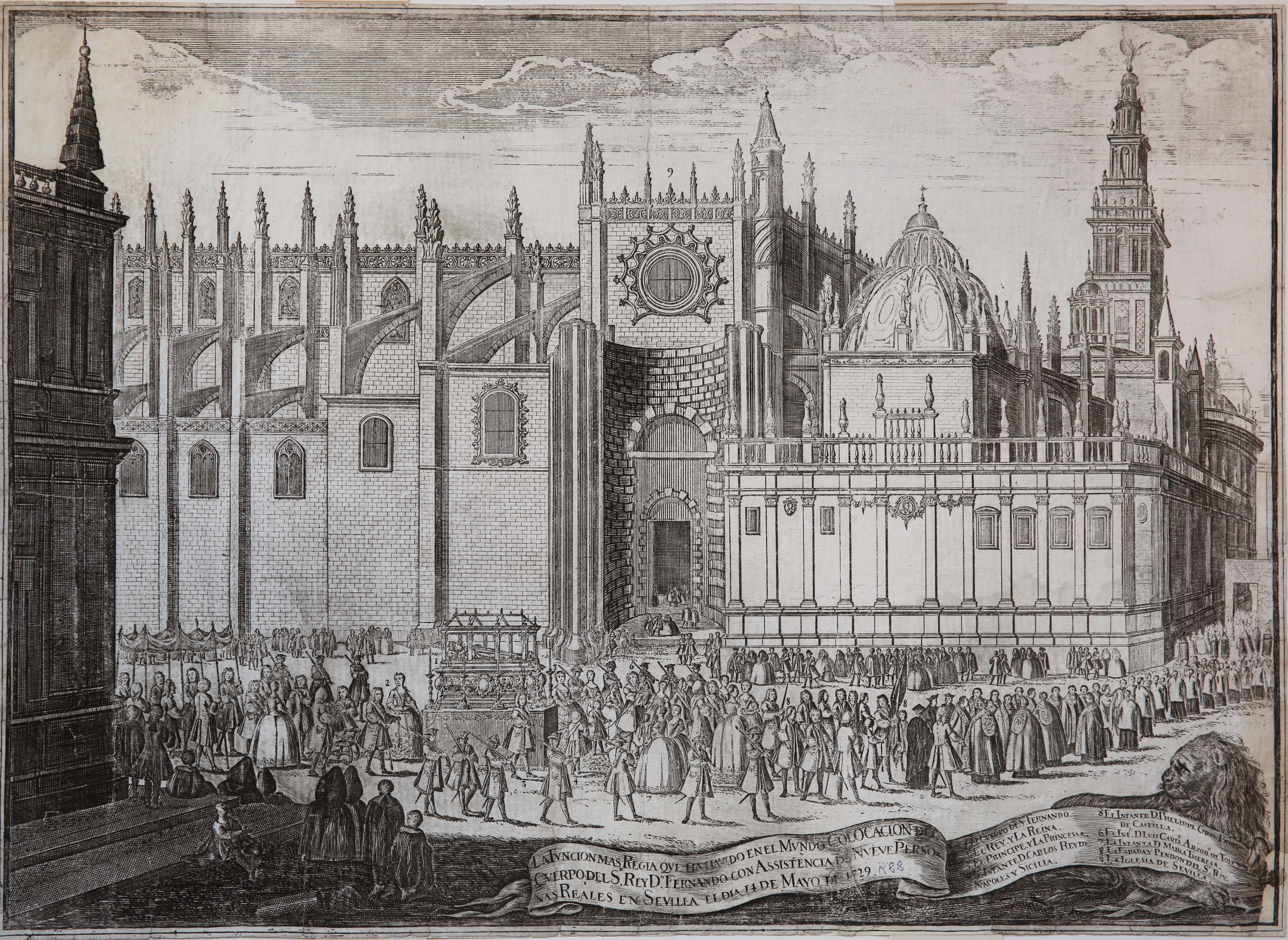
Procesión por la traslación del cuerpo de San Fernando III el Santo en que participaron los Reyes y la familia real.

La estancia de la familia real en la ciudad sirvió para dar un impulso a obras como las de la iglesia de San Luis, inaugurada en 1731; o la construcción de la primitiva plaza de toros de la Maestranza, de madera, en 1730.
Las festividades celebradas tuvieron una gran influencia en la composición musical durante el período.
La Guerra de la Sucesión polaca y la falta de mejoría del rey forzó la vuelta a Madrid el 16 de mayo de 1733. Los infantes Luis, María Teresa y María Antonia quedaron en Sevilla, saliendo unos días después.

### Individuales
1. ↑  «Madrid, 17 de Mayo de 1729.- Los Reyes, Príncipes e Infantes continúan en el Alcázar de Sevilla. Llegan a Sevilla los Infantes Luis y María Teresa. Luis de Melo de San Payo, General de la India Oriental, da cuenta a su Majestad portuguesa de haber restaurado para su corona Patte y Mombaza, y la Costa de África desde Breva a Quiloa. El Rey de España concede a Juan Antonio del Ornedal el Gobierno de Cartagena, y al Conde de Peñalba el de Nuevo León.». Gaceta de Madrid (20). 17 de mayo de 1729. p. 110.
2. ↑  «Sevilla,19 de mayo de 1729.- Se hallan concluidas las urnas de cristal y plata para trasladar y colocar en ellas el cuerpo del Santo Rey Fernando III. La fiesta comenzó con repique general de campanas exponiendo públicamente el Cuerpo en su Real Capilla. Al día siguiente pasaron desde el Alcázar a la Santa Iglesia la Familia Real y empezó la Procesión general.». Gaceta de Madrid (21). 24 de mayo de 1729. pp. 115-118.
3. ↑  «Madrid, 22 de Noviembre de 1729.- La Reina ha dado a luz una niña a la que se llamó María Antonia Fernanda. La Familia Real asistió a las Vísperas de la festividad del Patrocinio de Nuestra Señora. La Regia Sociedad Médica de Sevilla celebró Exequias por el Doctor Juan Higgins. El Rey ha concedido honores del Consejo de Hacienda a don Antonio de la Moneda y Garay. Falleció doña Francisca Enriquez de Velasco.». Gaceta de Madrid (47). 22 de noviembre de 1729. p. 224.
4. ↑  «Madrid, 30 de Octubre de 1731.- Sus Majestades y Altezas permanecen con perfecta salud en el Real Alcázar de Sevilla. Sale de allí el Infante Carlos para Italia con tierna despedida. El Real Seminario de Nobles da principio a las funciones del curso con una Obra de Poesía Española. Su Majestad hace merced de plaza supernumeraria del Consejo de Indias a Francisco de Aguirre. Fallece en Cáceres Sancho de Belunza, Obispo de Coria.». Gaceta de Madrid (44). 30 de octubre de 1731. p. 176.
5. ↑  Zúñiga, 1748, pp. 183-184.
6. ↑  Gembero Ustárroz, María (2010). «El contexto musical andaluz durante la estancia de la corte de Felipe V en Sevilla (1729-1733)». Sevilla y corte: las artes y el lustro real (1729-1733, 2010, ISBN 978-84-96820-35-7, págs. 301-312 (Casa de Velázquez): 301-312. ISBN 978-84-96820-35-7. Consultado el 12 de abril de 2022.
7. ↑  «Madrid, 26 de Mayo de 1733.- Sus Majestades y Altezas salen de Sevilla con buena salud, y permanecen allí el Infante Luis, y las Infantas María Teresa y María Antonia Fernanda. Fallece Juan de Camargo, Obispo de Pamplona, Inquisidor General del Rey Luis I. Fallece en Sevilla Antonio Judice, Duque de Jovenzano, y en Madrid Joseph Pedrosa, Alcalde de la Casa y Corte de Su Majestad.». Gaceta de Madrid. 16 de mayo de 1733. p. 84.
8. ↑  «Madrid, 9 de Junio de 1733.- Sus Majestades y Altezas hacen mansión en el Viso, y luego prosiguen su viaje a Valdepeñas. Los Infantes Luis, María Teresa y María Antonia llegan a Bujalance. Los dragones de Orán se apoderan de cincuenta camellos en un barranco. Las tropas españolas se retiran ante las argelinas para disparar la artillería.». Gaceta de Madrid (23). 9 de junio de 1733. p. 92.